# Kathinagenahalli, Koratagere
Kathinagenahalli là một làng thuộc tehsil Koratagere, huyện Tumkur, bang Karnataka, Ấn Độ.